# Рыжеватая обезьяна
Рыжеватая обезьяна (лат. Brachyteles hypoxanthus) — примат семейства паукообразных обезьян.

## Описание
Рыжеватые обезьяны имеют уникальный рисунок шерсти на морде, отличающий их от родственных видов. Также отличаются присутствием большого пальца. Довольно крупные приматы, одни из крупнейших среди приматов Нового Света. Длина тела самцов от 55 до 78 см, самок от 50 до 65 см. Длина хвоста от 65 до 80 см. Масса самцов от 12 до 15 кг, масса самок от 9,5 до 11 кг. Цвет шерсти от серого до светло-коричневого.

## Распространение
Населяют атлантические леса в бразильских штатах Рио-де-Жанейро, Эспириту-Санту, Минас-Жерайс и Баия.

## Статус популяции
Рыжеватые обезьяны — крайне редкий и уязвимый вид приматов. Международный союз охраны природы присвоил этому виду охранный статус «В критической опасности». Главные угрозы — охота и разрушение среды обитания. Среди немногих оставшихся изолированных популяций лишь одна из Каратинги считается способной выжить в течение следующих 100 лет.